# Municipi di Roma

Mappa degli attuali 15 Municipi di Roma, come da delibera n. 8 del 7 marzo 2013

I Municipi di Roma rappresentano la suddivisione amministrativa del territorio di Roma Capitale, in attuazione degli obiettivi di decentramento dei poteri stabiliti per legge.

## Generalità
Ogni municipio ha un presidente, scelto con elezione diretta e una Giunta del Municipio, formata da sei assessori, di cui uno con funzioni di vicepresidente, nominati dal presidente stesso.
I municipi godono di autonomia gestionale, finanziaria e contabile; alle attribuzioni conferite alle Circoscrizioni, sono state aggiunte altre competenze, tra cui quella sullo sviluppo economico e quella sull'edilizia privata di interesse locale.
In base allo Statuto di Roma Capitale, con delibera n. 8 del 7 marzo 2013 i municipi sono 15, i loro confini sono stabiliti con la delibera n. 11 dell'11 marzo 2013.
I municipi sono a loro volta suddivisi in zone urbanistiche (in tutto sono 155) a fini statistici e di pianificazione e gestione del territorio.

## Storia

Mappa dei 19 Municipi di Roma in vigore dal 2001 al 2013, come da delibera n. 22 del 19 gennaio 2001.

Con la deliberazione n. 1113 del 31 marzo 1966, il Consiglio Comunale «delibera la suddivisione del territorio comunale in 12 zone, denominate "Circoscrizioni", di cui la prima comprende la parte di territorio compresa sotto la denominazione di "Centro Storico" e l'intero comprensorio dell'Appia Antica e le altre i vari nuclei cittadini, toponomasticamente considerati, accorpati e definiti, nella loro entità ed unità territoriale, secondo i criteri urbanistici e socio-economici di cui in narrativa. [...]». Tali circoscrizioni saranno indicate con la numerazione romana da I a XII.
Nel 1972, con la deliberazione n. 693 dell'11 febbraio, il Consiglio Comunale «delibera, per i motivi di cui in narrativa, di suddividere il territorio comunale in 20 Circoscrizioni, [...] che vengono distinte con la numerazione segnata a fianco di ciascuna [...]» da I a XX.
Con la legge regionale n. 25 del 6 marzo 1992, si costituisce il comune di Fiumicino sul territorio della Circoscrizione XIV, comprendente le seguenti zone dell'Agro romano: Z. XXXVI Isola Sacra, Z. XXXVII Fiumicino, Z. XXXVIII Fregene, Z. XLV Castel di Guido (parte), Z. XLI Ponte Galeria (parte), Z. XLII Maccarese Sud, Z. XLIII Maccarese Nord (parte), Z. XLVI Torrimpietra e Z. XLVII Palidoro.
Con delibera del Consiglio Comunale n. 10 del 18 gennaio e 8 febbraio 1999 viene approvato il Regolamento del decentramento amministrativo, che disciplina l'organizzazione le funzioni delle Circoscrizioni in cui è articolato il territorio comunale.
Lo Statuto comunale, approvato dal Consiglio Comunale con delibera n. 122 del 17 luglio 2000, detta una disciplina specifica in tema di "decentramento circoscrizionale" (capo IV). Successivamente lo stesso Consiglio Comunale, con delibera n. 22 del 19 gennaio 2001, riforma le predetta disciplina attraverso l'istituzione di Municipi in luogo delle previgenti Circoscrizioni. La riforma è propiziata dalla previsione del TUEL, laddove dispone che "i comuni con popolazione superiore a 300 000 abitanti, lo statuto può prevedere particolari e più accentuate forme di decentramento di funzioni e di autonomia organizzativa e funzionale" (art. 17, comma 5). La costituzione delle nuove unità amministrative è poi favorita dal fatto che il Testo Unico chiama "Municipi" le articolazioni dei comuni istituiti mediante fusione di più comuni contigui (art. 16): apparve perciò coerente "adottare la medesima denominazione per le Circoscrizioni del Comune di Roma che, nel quadro della costituenda città metropolitana, avrebbero potuto giungere ad uno status di autonomia comunale".
A seguito delle modifiche statutarie, "le Circoscrizioni del Comune di Roma sono costituite in Municipi, per rappresentare le rispettive comunità, curarne gli interessi e promuoverne lo sviluppo nell'ambito dell'unità del Comune di Roma. Ciascun Municipio assume una denominazione, che conserva la denominazione di "Roma" alla quale si aggiunge quella caratteristica del proprio territorio. La denominazione e lo stemma del Municipio sono deliberati dal Consiglio del Municipio a maggioranza dei due terzi dei componenti, sentita la Giunta Comunale" (art. 26 Statuto).
La numerazione romana da I a XX è mantenuta, con l'assenza del XIV.
Con delibera n.11 dell'11 marzo 2013, l'Assemblea Capitolina «per i motivi indicati in narrativa, delibera di approvare la delimitazione territoriale dei Municipi di Roma Capitale – nel numero fissato dallo Statuto e nella nuova numerazione conseguentemente assunta – come di seguito indicata a fianco di ciascuno di essi e come risulta dall'elaborato cartografico nonché dall'elenco, con dettagliata declaratoria, delle strade dei nuovi confini municipali che, allegati al presente atto, ne costituiscono parte integrante: [...] Tutti i Municipi si dotano di una denominazione caratteristica del proprio territorio che si aggiunge a quella di Roma ed al corrispondente numero, in conformità a quanto previsto dall'art. 26, comma 3, dello Statuto di Roma Capitale.»
I nuovi municipi scendono da 19 a 15, con una nuova numerazione romana da I a XV, in virtù dei seguenti accorpamenti:
- I e XVII compongono il nuovo Municipio Roma I
- II e III compongono il nuovo Municipio Roma II
- VI e VII compongono il nuovo Municipio Roma V
- IX e X compongono il nuovo Municipio Roma VII

## Municipi
La tabella mostra la suddivisione amministrativa di Roma Capitale dal 2013, con i dati demografici aggiornati al 31 dicembre 2023.
Dopo l'istituzione, sono stati parzialmente modificati i confini di alcuni municipi: 
- nel 2021 l'intera zona urbanistica 8A Torrespaccata è passata dal Municipio VI al Municipio VII[7][8]
- nel 2023 il Municipio V ha acquisito parti delle zone urbanistiche 5F Tor Cervara e 5L Settecamini dal Municipio IV e 8D Acqua Vergine dal Municipio VI[9][10]

| Municipio                           | Popolazione (ab.) | Superficie (km²) | Densità (ab./km²) | Presidente                          |
| ----------------------------------- | ----------------- | ---------------- | ----------------- | ----------------------------------- |
| Municipio Roma I Centro             | 163 420           | 20,1             | 8 135,5           | Lorenza Bonaccorsi (PD)             |
| Municipio Roma II                   | 164 747           | 19,7             | 8 378,8           | Francesca Del Bello (PD)            |
| Municipio Roma III Montesacro       | 203 396           | 98,0             | 2 074,9           | Paolo Marchionne (PD)               |
| Municipio Roma IV                   | 168 527           | 48,0             | 3 514,4           | Massimiliano Umberti (PD)           |
| Municipio Roma V                    | 241 165           | 30,6             | 7 889,1           | Mauro Caliste (PD)                  |
| Municipio Roma VI delle Torri       | 242 048           | 109,5            | 2 211,1           | Nicola Franco (FdI)                 |
| Municipio Roma VII                  | 313 164           | 47,6             | 6 579,3           | Francesco Laddaga (Centro-sinistra) |
| Municipio Roma VIII                 | 128 048           | 47,1             | 2 715,9           | Amedeo Ciaccheri (Centro-sinistra)  |
| Municipio Roma IX EUR               | 183 029           | 183,3            | 998,5             | Titti Di Salvo (PD)                 |
| Municipio Roma X                    | 227 372           | 150,7            | 1 508,3           | Mario Falconi (PD)                  |
| Municipio Roma XI Arvalia Portuense | 151 479           | 71,5             | 2 119,1           | Gianluca Lanzi (PD)                 |
| Municipio Roma XII                  | 139 749           | 73,1             | 1 912,5           | Elio Tomassetti (Centro-sinistra)   |
| Municipio Roma XIII Aurelio         | 130 988           | 66,9             | 1 957,1           | Sabrina Giuseppetti (PD)            |
| Municipio Roma XIV                  | 190 855           | 133,5            | 1 429,1           | Marco Della Porta (Centro-sinistra) |
| Municipio Roma XV                   | 160 313           | 187,3            | 855,9             | Daniele Torquati (PD)               |
| Non localizzati                     | 1 724             |                  |                   |                                     |
| Totale                              | 2 810 024         | 1 286,9          | 2 183,6           |                                     |

## Presidenti dei municipi
Lista dei presidenti dei Municipi (già Circoscrizioni) a partire dal 1997, con l'introduzione dell'elezione diretta del presidente.

### Periodo 1997-2013
| Circoscrizioni/ Municipi | 1997 cen-sin. (RUTELLI) cen-des. (Borghini) | 1997 cen-sin. (RUTELLI) cen-des. (Borghini) | 2001 cen-sin. (VELTRONI) cen-des. (Tajani) | 2001 cen-sin. (VELTRONI) cen-des. (Tajani) | 2006 cen-sin. (VELTRONI) cen-des. (Alemanno) | 2006 cen-sin. (VELTRONI) cen-des. (Alemanno) | 2008 cen-des. (ALEMANNO) cen-sin. (Rutelli) | 2008 cen-des. (ALEMANNO) cen-sin. (Rutelli) |
| ------------------------ | ------------------------------------------- | ------------------------------------------- | ------------------------------------------ | ------------------------------------------ | -------------------------------------------- | -------------------------------------------- | ------------------------------------------- | ------------------------------------------- |
| Roma I                   |                                             | Attilio Bellucci                            |                                            | Giuseppe Lobefaro                          |                                              | Giuseppe Lobefaro                            |                                             | Orlando Corsetti                            |
| Roma II                  |                                             | Giuseppe Ignesti                            |                                            | Antonio Saccone                            |                                              | Guido Bottini                                |                                             | Sara De Angelis                             |
| Roma III                 |                                             | Vittorio Sartogo                            |                                            | Orlando Corsetti                           |                                              | Orlando Corsetti                             |                                             | Dario Marcucci                              |
| Roma IV                  |                                             | Massimo Nardi                               |                                            | Benvenuto Salducco                         |                                              | Alessandro Cardente                          |                                             | Cristiano Bonelli                           |
| Roma V                   |                                             | Loredana Mezzabotta                         |                                            | Ivano Caradonna                            |                                              | Ivano Caradonna                              |                                             | Ivano Caradonna                             |
| Roma VI                  |                                             | Enzo Puro                                   |                                            | Enzo Puro                                  |                                              | Teodoro Giannini                             |                                             | Giammarco Palmieri                          |
| Roma VII                 |                                             | Pino Battaglia                              |                                            | Stefano Tozzi                              |                                              | Roberto Mastrantonio                         |                                             | Roberto Mastrantonio                        |
| Roma VIII                |                                             | Giuseppe Celli                              |                                            | Giuseppe Celli                             |                                              | Fabrizio Scorzoni                            |                                             | Massimiliano Lorenzotti                     |
| Roma IX                  |                                             | Fulvio Torreti                              |                                            | Maurizio Oliva                             |                                              | Susana Fantino                               |                                             | Susana Fantino                              |
| Roma X                   |                                             | Giusto Trevisiol                            |                                            | Sandro Medici                              |                                              | Sandro Medici                                |                                             | Sandro Medici                               |
| Roma XI                  |                                             | Rosario Mocciaro                            |                                            | Massimiliano Smeriglio                     |                                              | Andrea Catarci                               |                                             | Andrea Catarci                              |
| Roma XII                 |                                             | Antonio Gazzellone                          |                                            | Paolo Pollak                               |                                              | Patrizia Prestipino                          |                                             | Pasquale Calzetta                           |
| Roma XIII                |                                             | Massimo Di Somma                            |                                            | Davide Bordoni                             |                                              | Paolo Orneli                                 |                                             | Giacomo Vizzani                             |
| Roma XV                  |                                             | Giovanni Paris                              |                                            | Giovanni Paris                             |                                              | Giovanni Paris                               |                                             | Giovanni Paris                              |
| Roma XVI                 |                                             | Dario Marcucci                              |                                            | Fabio Bellini                              |                                              | Fabio Bellini                                |                                             | Fabio Bellini                               |
| Roma XVII                |                                             | Marco Noccioli                              |                                            | Roberto Vernarelli                         |                                              | Antonella De Giusti                          |                                             | Antonella De Giusti                         |
| Roma XVIII               |                                             | Nicola Palombi                              |                                            | Vincenzo Fratta                            |                                              | Maria Giovanna Filardi                       |                                             | Daniele Giannini                            |
| Roma XIX                 |                                             | Emilia Allocca                              |                                            | Marco Visconti                             |                                              | Fabio Lazzara                                |                                             | Alfredo Milioni                             |
| Roma XX                  |                                             | Marco Clarke                                |                                            | Massimiliano Fasoli                        |                                              | Massimiliano Fasoli                          |                                             | Gianni Giacomini                            |

### Dal 2013
| Municipi  | 2013 cen-sin. (MARINO) cen-des. (Alemanno)                       | 2013 cen-sin. (MARINO) cen-des. (Alemanno) | 2016 M5S (RAGGI) cen-sin. (Giachetti) | 2016 M5S (RAGGI) cen-sin. (Giachetti)    | 2021 cen-sin. (GUALTIERI) cen-des. (Michetti) | 2021 cen-sin. (GUALTIERI) cen-des. (Michetti) |
| --------- | ---------------------------------------------------------------- | ------------------------------------------ | ------------------------------------- | ---------------------------------------- | --------------------------------------------- | --------------------------------------------- |
| Roma I    |                                                                  | Sabrina Alfonsi                            |                                       | Sabrina Alfonsi                          |                                               | Lorenza Bonaccorsi                            |
| Roma II   |                                                                  | Giuseppe Gerace                            |                                       | Francesca Del Bello                      |                                               | Francesca Del Bello                           |
| Roma III  |                                                                  | Paolo Emilio Marchionne                    |                                       | Roberta Capoccioni (sfiduciata)          |                                               | Paolo Emilio Marchionne                       |
| Roma III  | Virginia Raggi (Commissario dal 21 febbraio 2018)                | Paolo Emilio Marchionne                    |                                       |                                          |                                               | Paolo Emilio Marchionne                       |
| Roma III  | Giovanni Caudo (dal 24 giugno 2018)                              | Paolo Emilio Marchionne                    |                                       |                                          |                                               | Paolo Emilio Marchionne                       |
| Roma IV   |                                                                  | Emiliano Sciascia                          |                                       | Roberta Della Casa (sfiduciata)          |                                               | Massimiliano Uberti                           |
| Roma IV   | Virginia Raggi (Commissario dal 13 maggio 2020)                  | Emiliano Sciascia                          |                                       |                                          |                                               | Massimiliano Uberti                           |
| Roma V    |                                                                  | Giammarco Palmieri                         |                                       | Giovanni Boccuzzi                        |                                               | Mauro Caliste                                 |
| Roma VI   |                                                                  | Marco Scipioni                             |                                       | Roberto Romanella                        |                                               | Nicola Franco                                 |
| Roma VII  |                                                                  | Susana Fantino                             |                                       | Monica Lozzi                             |                                               | Francesco Laddaga                             |
| Roma VIII |                                                                  | Andrea Catarci                             |                                       | Paolo Pace (dimissionario)               |                                               | Amedeo Ciaccheri                              |
| Roma VIII | Virginia Raggi (Commissario dall'11 aprile 2017)                 | Andrea Catarci                             |                                       |                                          |                                               | Amedeo Ciaccheri                              |
| Roma VIII | Amedeo Ciaccheri (dal 10 giugno 2018)                            | Andrea Catarci                             |                                       |                                          |                                               | Amedeo Ciaccheri                              |
| Roma IX   |                                                                  | Andrea Santoro                             |                                       | Dario D'Innocenti                        |                                               | Titti Di Salvo                                |
| Roma X    |                                                                  | Andrea Tassone                             |                                       | Giuliana Di Pillo (dal 19 novembre 2017) |                                               | Mario Falconi                                 |
| Roma X    | Domenico Vulpiani (commissario straordinario dal 27 agosto 2015) |                                            |                                       | Giuliana Di Pillo (dal 19 novembre 2017) |                                               | Mario Falconi                                 |
| Roma XI   |                                                                  | Maurizio Veloccia                          |                                       | Mario Torelli (sfiduciato)               |                                               | Gianluca Lanzi                                |
| Roma XI   | Virginia Raggi (Commissario dal 9 aprile 2019)                   | Maurizio Veloccia                          |                                       |                                          |                                               | Gianluca Lanzi                                |
| Roma XII  |                                                                  | Cristiana Maltese                          |                                       | Silvia Crescimanno                       |                                               | Elio Tomassetti                               |
| Roma XIII |                                                                  | Valentino Mancinelli                       |                                       | Giuseppina Castagnetta                   |                                               | Sabrina Giuseppetti                           |
| Roma XIV  |                                                                  | Valerio Barletta                           |                                       | Alfredo Campagna                         |                                               | Marco Della Porta                             |
| Roma XV   |                                                                  | Daniele Torquati                           |                                       | Stefano Simonelli                        |                                               | Daniele Torquati                              |